# Ephesia esther
Ephesia esther är en fjärilsart som beskrevs av Butler 1877. Ephesia esther ingår i släktet Ephesia och familjen nattflyn. Inga underarter finns listade i Catalogue of Life.